# مايكل هاوغ
مايكل هاوغ (بالإنجليزية: Michael Hauge)‏ هو كاتب أمريكي، ولد في 1947.